# Tápiógyörgye
Tápiógyörgye è un comune dell'Ungheria di 3.719 abitanti (dati 2001) situato nella contea di Pest, nell'Ungheria settentrionale.

## Posizione
Si trova a circa 80 chilometri da Budapest, a mezz'ora di macchina da Szolnok. La strada principale attraversa quasi tutto l'interno di Tápiógyörgye, all'incirca in direzione ovest-est. Il villaggio si trova al confine tra la contea di Pest e la contea di Jász-Nagykun-Szolnok ed è raggiungibile anche in treno.

## Storia
Nel 1220 l'esistenza del villaggio viene menzionata ufficialmente per la prima volta nel Váradi Regestrum.

### 13–16. secolo
L'invasione tartara distrusse completamente il villaggio, per questo nei secoli XIII-XIV era disabitato. Ricominciò a popolarsi nel XV-XVI secolo per la sua favorevole posizione geografica. Sul territorio attuale, dopo il periodo tartaro, ebbero luogo altri due insediamenti: Megyer e Füzesmegyer.

### 17-19. secolo
Il reinsediamento del villaggio iniziò nel 1730. A quel tempo apparteneva alle tenute di József Huszár, József Bencsik e alla famiglia Prónay. Per loro intercessione, gli ungheresi che parlavano il dialetto Palóc e un numero minore di coloni slovacchi degli altopiani si stabilirono nel villaggio. L'urbarium della colonia fu autenticato nel 1770. Il II. Secondo il primo censimento ungherese tenuto durante il regno del re ungherese József, 316 famiglie, 1,773 persone, vivevano a Tápiógyörgye. Secondo il rapporto di Elek Fényes scritto nel 1851, a quel tempo nel villaggio vivevano 2.742 persone e sul Tápió funzionava un prezioso mulino ad acqua. La parrocchia cattolica divenne indipendente nel 1780 e da allora sono stati tenuti i registri parrocchiali. Nel 1860 fu costruita la chiesa cattolica e Sant'Anna fu scelta come patrona. Il suo architetto era Kálmán Storno di Sopron. Anche durante questo decennio, la famiglia Táfler-Györgyey acquistò le tenute e iniziò a costruire un castello circondato da un parco di 20 acri nel centro del villaggio. Il castello fu costruito nel 1892. Nel 1897 il villaggio fu arricchito con una statua di San Orbán. La sinagoga fu costruita nel 1896 a Tápiógyörgye, che fu demolita a causa delle sue condizioni dopo la seconda guerra mondiale.

### Durante la prima e la seconda guerra mondiale
Durante la prima guerra mondiale, 817 persone furono arruolate nell'esercito, di cui 142 furono uccise (di cui 14 erano soldati ebrei e 7 furono uccisi).
All'inizio del 1920, in occasione della riforma agraria di Nagyatádi, furono distribuiti 1.813 lotti catastali. Va notato come un fatto interessante che a quel tempo Tápiógyörgye aveva 6 falegnami, 5 calzolai, 2 carradori, 5 barbieri e 1 lattoniere. Due persone avevano una macchina e 13 avevano una trebbiatrice. Il villaggio aveva anche un mulino a vapore e ad acqua, oltre a una fornace.
Durante la seconda guerra mondiale, l'11 novembre 1944, il villaggio fu occupato dall'Armata Rossa. Circa 400 edifici residenziali furono danneggiati durante l'espulsione dei tedeschi. 28 soldati sovietici, 18 tedeschi e 1 ungherese morirono nei combattimenti. 4 giorni prima dell'occupazione russa, il 7 novembre, i tedeschi abbatterono il dottor Henrik Kandel.

## Gemellagio
- Dal 1987: Dosolo, Italia

Un gruppo di amici italiani stava già cacciando a Tápiógyörgye nel 1971.
I residenti qui hanno dato loro un ricordo eterno con la loro gentilezza e ospitalità, così uno di loro ha organizzato il gemellaggio tra Dosolo e Tápiógyörgye con l'aiuto del presidente del consiglio e del segretario del partito.
- Dal 1990: Rimetea, Romania

Per aiutare la rivoluzione rumena del 1989, gli abitanti di Tápiógyörgye lanciarono un carico di aiuti a Torockó, dove la gente che allora viveva nel terrore lo accolse con grande gioia. Di conseguenza, entrambe le parti hanno immediatamente espresso la necessità di stabilire un rapporto di gemellaggio.
- Dal 1996: Wünnewil-Flamatt, Svizzera

Questa relazione è stata stabilita con la raccomandazione e l'aiuto dell'allora ambasciatore ungherese in Svizzera, il dottor László Ódor.